# Carrozzeria (meccanica)
La carrozzeria è il rivestimento esterno di un veicolo a motore come per esempio automobile, autobus o camion.
Nel caso della motocicletta, la carrozzeria è chiamata carenatura in quanto è generalmente costruita attorno ad un telaio. In alcuni casi la carrozzeria può essere costruita monoscocca, come nel caso di molti autoveicoli. Originariamente le carrozzerie si riferivano alle carrozze.

## Funzione

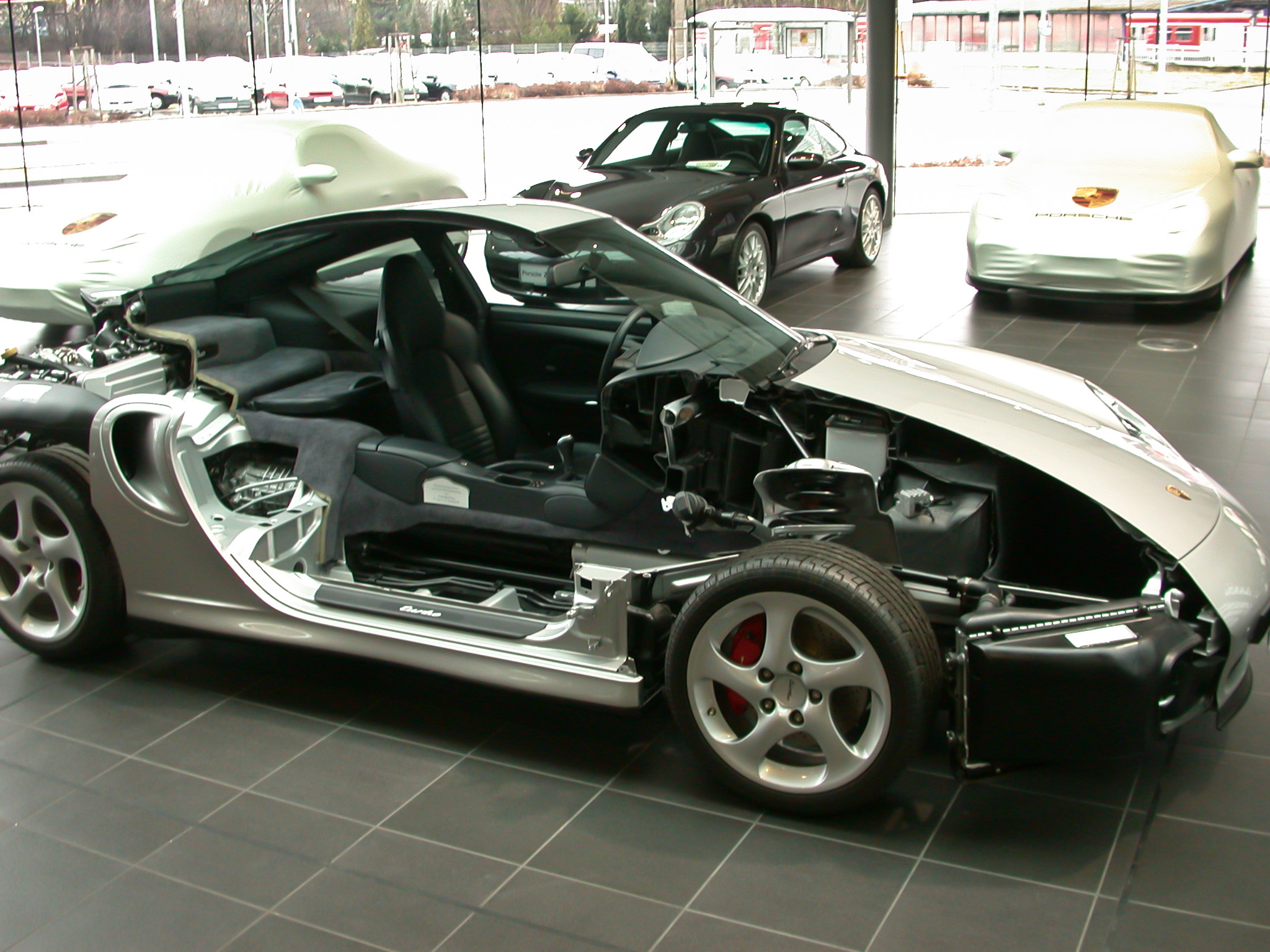
Porsche 991 del 2002, esempio di un'automobile a cui è stata rimossa parte della carenatura per mostrare la meccanica, il telaio e la carrozzeria

La carrozzeria, assieme ai vetri (finestrino, parabrezza, lunotto), per i veicoli come auto, autobus e camion ha come funzione principale quella d'isolare l'ambiente interno da quello esterno, in modo da poter garantire condizioni migliori, come la regolazione della temperatura e l'assenza di flusso di aria contro gli occupanti dell'abitacolo.
La carrozzeria assieme ai vetri determina anche la resistenza aerodinamica, la quale impatta anche sui consumi e alla deportanza, venne analizzato come l'inclinazione dei vetri incide molto sul coefficiente di resistenza aerodinamica, infatti la minor resistenza all'avanzamento si ha con un parabrezza con un'inclinazione inferiore a 45°, mentre per il lunotto posteriore questo valore si riduce a 15° (mentre un lunotto posteriore con inclinazione di 35° si ha la massima resistenza all'avanzamento), ma anche il cofano influisce sulla resistenza all'avanzamento, infatti aumentando la sua inclinazione si riesce a ridurre la resistenza all'avanzamento, soprattutto se il parabrezza supera i 45°.

Queste prove ha permesso di realizzare un veicolo di prova con un parabrezza di 60° (in modo da non influire sulla visibilità del conducente e permettere la rimozione delle gocce di pioggia e sporco in modo efficace), un lunotto posteriore di 32° e un cofano motore inclinato di 15°, con un coefficiente di resistenza di 0,320, mentre per una berlina comune il coefficiente di resistenza è 0,44.

## Materiale

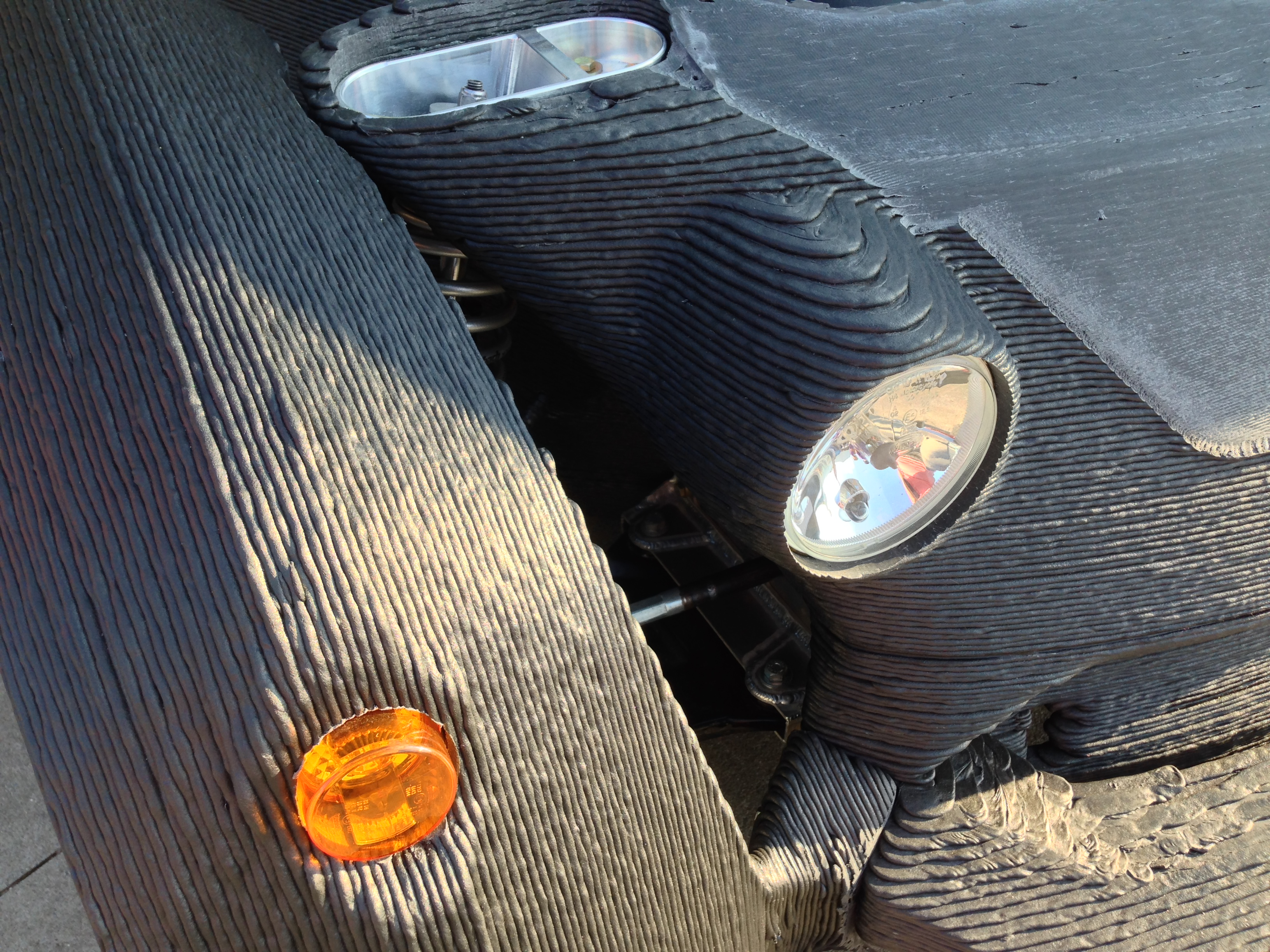
Dettagli della carrozzeria stampata in 3D della Local Motors Strati

La carrozzeria può essere realizzata in vari materiali e dal terzo millennio è generalmente realizzata con più materiali, i materiali più utilizzati sono:
- Alluminio, materiale utilizzato per le parti che non svolgono anche una funzione strutturale a meno che non sia una lega adeguata a tale scopo
- Acciaio, materiale pregiato e resistente, generalmente verniciato, ma in alcuni casi lasciato a vista come con la DeLorean DMC-12 e il Tesla Cybertruck
- Plastiche (usato principalmente per alcuni elementi della carrozzeria) uno dei veicoli a farne più ampio uso fu la Smart Forfour, ma anche la vettura elettrica Strati della Local Motors, la quale ha una carrozzeria realizzata tramite stampa 3D.
- Legno (generalmente limitato per alcune modanature esterne) utilizzato con la Fiat 500 giardiniera "legno", Chervolet Caprice estate, Buick Super estate, Chrysler Town & Country prima serie, Ford Country Squire prima serie
- Vinile (generalmente limitato per alcune modanature esterne) utilizzato con la Buick Roadmaster, Fiat 130 familiare "villa d'este", Plymounth Voyager, Chrysler Town & Country dalla seconda serie in poi, Ford Country Squire dalla seconda serie in poi
- Vetroresina, materiale utilizzato per alcune vetture sportive
- Carbonio, materiale utilizzato per le vetture più costose e che generalmente fanno affidamento al monoscocca

## Tipi di carrozzeria
Configurazioni comuni
- Berlina
- Coupé
- Familiare
- Furgonetta
- Hatchback
- Monovolume
- Pick-up
- Spider
- SUV
- Tuttospazio

Configurazioni infrequenti o desuete
- Barchetta
- Berlinetta
- Boat-tail
- Cabriolet
- Coach
- Coda tronca
- Coupé a 4 porte
- Coupé-Cabriolet
- Coupé de ville
- Familiale
- Fastback
- Hardtop
- Landaulet
- Limousine
- Roadster
- Runabout
- Shooting-brake
- Silhouette
- Skiff
- Spiaggina
- Targa
- Torpedo
- Tonneau

Spesso la funzione del veicolo può influenzare fortemente il design e lo stile della carrozzeria.

## Verniciatura

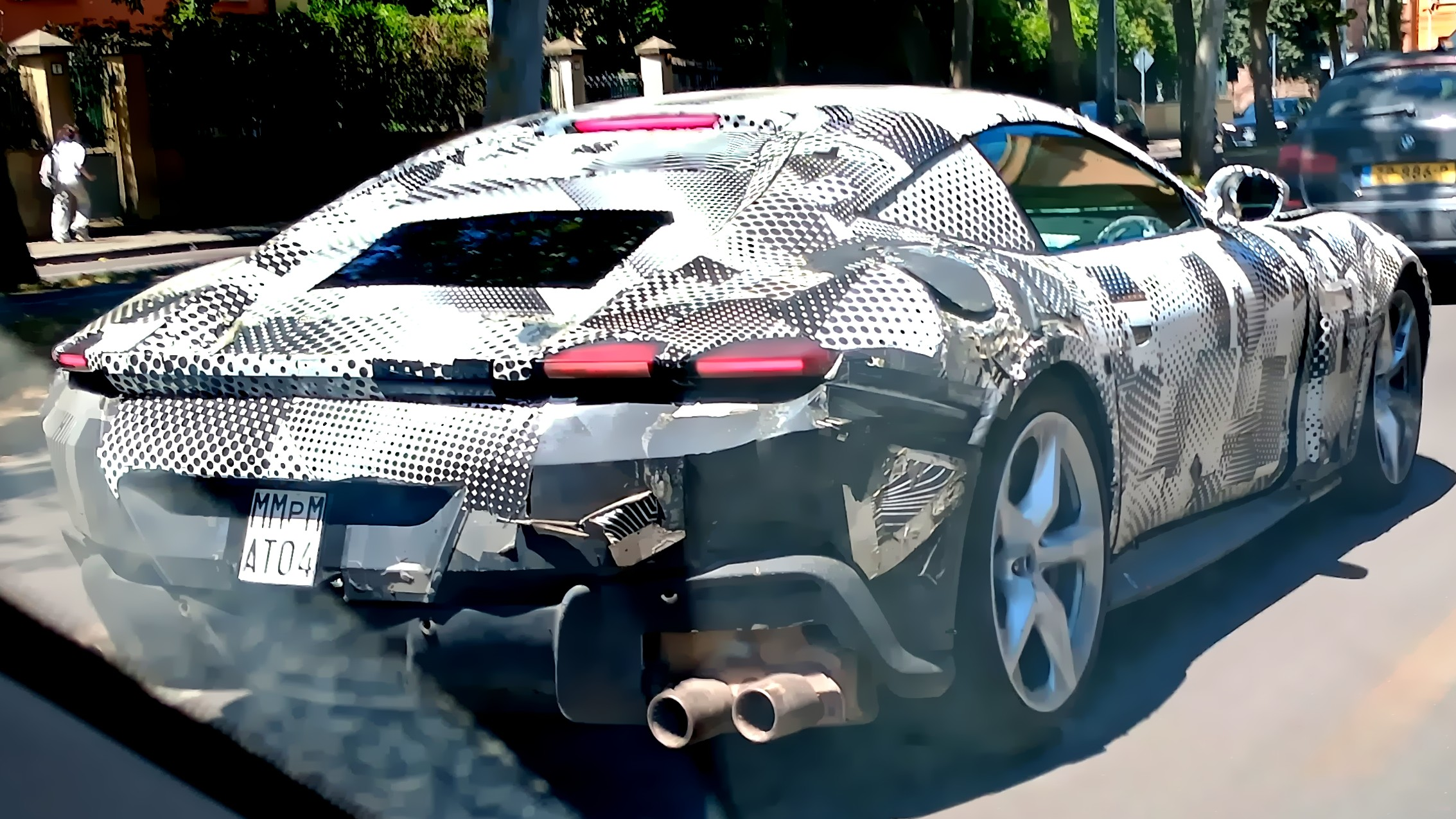
Veicolo con verniciatura camouflage per i test stradali pre-produzione

La verniciatura della carrozzeria ha scopo sia funzionale (protezione) che estetico. Parlando in generale (veicolo), gli strati (e spessori tipici in micron) della verniciatura sono:
- fosfatazione-zincatura (0,6-0,8)
- cataforesi (20-30)
- 1° strato di sottofondo (20-50)
- 2° strato sottofondo in tinta (facoltativo) (20-35)
- colori pastello (10-20)
- vernice metallizzata (10-15)
- vernice trasparente, effetto brillantante[2] (40-50)

In alternativa alla verniciatura (riverniciatura) è possibile optare al wrapping, il quale permette l'applicazione di una pellicola in vinile a tinta unica o con trama colorata o disegno, questo permette di cambiare l'estetica senza dover smontare il veicolo e senza impiegare il veicolo per molto tempo, in quanto il procedimento è tendenzialmente più rapido, questo è possibile solo se la vernice di base è intatta, non può essere utilizzato per effettuare riparazioni in quanto non riesce a svolgere la funzione protettiva della vernice.
Esiste anche il Camouflage, il quale può essere effettuato con varie tecniche, anche in concomitanza, quale verniciatura, wrapping o adesivi, questo trattamento serve per non rendere le forme del veicolo facilmente riconoscibili, riducendo la possibilità di copiare il veicolo di mezzi non ancora in commercio e che vengono testati in condizioni reali per verificare la presenza di difetti non sempre facilmente riproducibili in ambienti controllati.